# Inger Nilsson
Inger Nilsson (født Karin Inger Monica Nilsson 4. maj 1959 i Kisa, Östergötland), er en svensk skuespiller. Som 9-årig blev hun kendt som Pippi gennem Tv-serien Pippi Langstrømpe, der senere blev fulgt op af to spillefilm.
Efter skolen uddannede hun sig til sekretær, men valgte senere for alvor at satse på en skuespilkarriere. Hun blev rekvisitør på et teater og fik efterfølgende roller på diverse scener.
I 2006 arbejdede hun som lægesekretær i Stockholm, men fik kort efter en rolle som retslæge i en tysk tv-serie, baseret på den svenske krimiforfatter Mari Jungstedts bøger.

## Filmografi
- 1969 Pippi Langstrømpe
- 1969 Pippi Langstrømpe
- 1970 Pippi Langstrømpe på de syv have
- 1970 Pippi stikker a'
- 1973 Her kommer Pippi Langstrømpe
- 1989 Kajsa Kavat
- 2000 Gripsholm
- 2015 Efterskalv